# 塩屋義之
塩屋 義之（えんや よしゆき、1910年4月3日 -  1992年10月27日）は、日本の経営者。山口県出身。

## 来歴・人物
1932年に明治大学専門部商学科を卒業し、同年に西部ガスに入社。1960年2月に取締役に就任し、常務、専務、副社長を経て、1974年1月に社長に就任し、1982年6月には会長に就任。1990年6月から相談役を務めた。
1972年10月に藍綬褒章を受章し、1986年11月に勲二等瑞宝章を受章。
1992年10月27日心不全のために死去。82歳没。